# Волинський Артемій Петрович
Волинський Артемій Петрович (1689 — 27 червня (8 липня) 1740, Санкт-Петербург, Російська імперія) — політичний і державний діяч Російської імперії, генерал-аншеф (1736), кабінет-міністр імператриці Анни Іванівни у 1738—1740 роках. Четвертований за те, що протистояв фавориту імператриці Бірону.

## Життєпис
Походив з старовинного дворянського роду, нащадок знаменитого князя Боброк-Волинського, який воював з татарами на Синіх Водах і на Куликовому полі. Народився близько 1689 року у сім'ї казанського воєводи Петра Артемійовича Волинського.
Із 1704 року служив у війську. Учасник Прутського походу 1711 року, після якого разом з Петром Шафіровим перебував у турецькому ув'язненні.
У 1714—1718 роках — посол Московського царства у Персії. Добився у перського шаха пільг для московських купців. Із 1718 року — генерал-ад'ютант Петра I.
У 1719—1725 роках — астраханський губернатор. Однак, в 1722 році через корупцію та незадовільне забезпечення військ продовольством під час Перського походу, був позбавлений більшості керівних повноважень і надалі виконував виключно адміністративні функції. Після смерті Петра I був знятий з посади і фактично перебував в опалі. Лише за Петра II Волинський зміг продовжити свою кар'єру. У 1728—1730 роках — казанський губернатор. Знятий з цієї посади за свою корупцію.
З початком правління Анни Іванівни Волинський був призначений армійським інспектором, брав участь у Війні за польську спадщину і в російсько-турецькій війні 1735—1739 років. У цей же період активно виступає як захисник інтересів російського дворянства, хоча й не наважується критикувати впливових тоді Бірона, Остермана і Мініха.
Із 3 (14) лютого 1738 по 12 (23) квітня 1740 року — кабінет-міністр. На цій посаді він став противником Бірона та Остермана. Волинський критикував Бірона і навіть побив кулаками його протеже поета Тредіаковського. Також кабінет-міністр організував гурток дворян, в який також входили Хрущов, Єропкін, Татіщев, Мусін-Пушкін та інші представники дворянства. Вони збиралися позбавити придворних німців влади, обмежити самодержавство і провести вигідні дворянству реформи.
Навесні 1740 року діяльність гуртка була розкрита, а його членів було заарештовано. Волинський був звинувачений в організації змови та в хабарництві. Його було піддано катуванням, після чого він визнав свою вину. У червні 1740 року його було засуджено до смертної кари шляхом посадження на палю. Але імператриця Анна Іванівна замінила цю страту четвертуванням.

## Пам'ять
В пізнішій російській історичній традиції Волинський був оголошений патріотом, який боровся проти засилля німців. Декабристи вважали його борцем з тиранією. Про Волинського писали письменники Рилєєв, Лажечников і Пікуль.